# كوليكيو
كوليكيو (بالإيطالية: Collecchio)‏ هي بلدية في مقاطعة بارما في إقليم إميليا رومانيا الإيطالي.

## السكان
في سنة 1861 بلغ عدد السكان 4٬336 نسمة، وتطور العدد ليصل في سنة 2011 لـ 13٬893 نسمة.
يظهر هذا المخطط البياني تطور النمو السكاني لـ كوليكيو

## توأمة
لكوليكيو اتفاقيات توأمة مع كل من:
- ميليدي
- بوتسباخ